# Luigi Caburlotto
Blahoslavený Luigi Caburlotto (7. června 1817, Benátky – 9. července 1897, tamtéž) byl italský římskokatolický kněz a zakladatel kongregace Dcer svatého Josefa. Katolická církev ho uctívá jako blahoslaveného.

## Život
Narodil se 7. června 1817 v Benátkách jako syn benátského gondoliéra. Vstoupil do benátského semináře a na kněze byl vysvěcen 24. září 1842. Jako kněz pracoval s mladými lidmi, kteří byli buď opuštěni nebo bez domova. Studoval sociální situaci obyvatelstva a kladl důraz na mládež. Dne 30. dubna 1850 založil školu pro chudé a opuštěné dívky. Tím také založil kongregaci Dcer svatého Josefa.
Kladl důraz na katechetickou formaci lidí a zdůrazňoval, že je důležité často přijímat svátosti.
Roku 1857 založil domov pro chudé dívky a roku 1859 komplex pro chudé. Dále byl zakladatelem školy (1869), která sloužila pro odbornou výuku pro muže. Roku 1881 převzal několik chudých škol a oživil je svým personálem a zdroji.
Do té doby zůstal ve svém farním domě kvůli nedostatečnému zdraví. Poslední roky svého života strávil mimo své instituty a žil klidný a soukromý život. Kvůli zdraví nemohl instituty navštěvovat.
Zemřel 9. července 1897 zaopatřen svátostmi za přítomností patriarchy a kardinála Giuseppe Melchiorre Sarta, pozdějšího papeže svatého sv. Pia X. Dne 1. března 2009 byly jeho ostatky přeneseny do kostela svatého Šebestiána v Benátkách (dříve bylo pohřbeno v kapli generální kurie jeho sester).

## Proces blahořečení
Proces byl zahájen 14. září 1963 v patriarchátu Benátky.
Dne 2. července 1994 papež sv. Jan Pavel II. uznal jeho hrdinské ctnosti a tím získal titul ctihodný.
Dne 9. května 2014 byl uznán zázrak na jeho přímluvu. Blahořečen byl 16. května 2015 papežem Františkem.